# 托爾巴奇克河
托爾巴奇克河是俄羅斯的河流，位於堪察加半島，河道全長約148公里，流域面積2,110平方公里，河水主要來自融雪和雨水，最終注入堪察加河，是鮭魚的產卵地。